# 兰屿血藤
兰屿血藤（学名： ; 達悟語：Ipeh）为豆科黎豆属下的一个种。

## 扩展阅读
- 維基物種上的相關：兰屿血藤